# Canale (Piemont)
Canale (piemontiul: Canal) település Olaszországban, Piemont régióban, Cuneo megyében. Lakosainak száma 5479 fő (2023. január 1.). Canale Castellinaldo, Cisterna d’Asti, Montà, Monteu Roero, Priocca, San Damiano d’Asti, Vezza d’Alba és Santo Stefano Roero községekkel határos.

## Népesség
A település népessége az elmúlt években az alábbi módon változott:
| Lakosok száma | 5665 | 5624 | 5479 |
|               | 2017 | 2018 | 2023 |